# Tribu Ogba

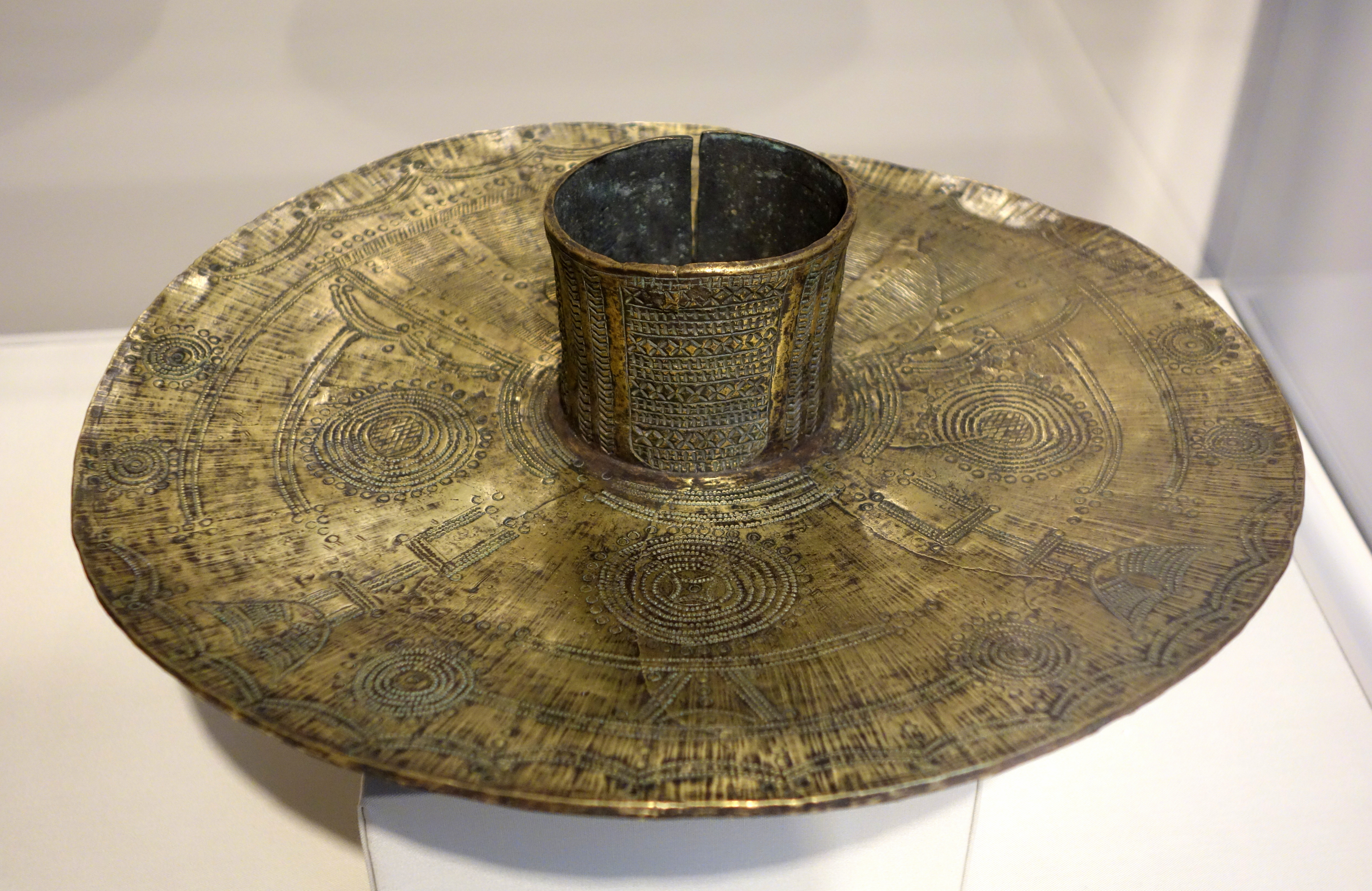
Turmellera de llautó feta servir per les dones ogbes

Els ogbes són els membres d'un clan ijaw que viuen al sud de la ciutat de Warri, a l'estat del Delta, al sud de Nigèria. Ogbe-Ijoh i Diobiri són considerades ciutats del territori ogbe. Aquestes són ciutats autònomes, ja que no hi ha una autoritat central tribal. La ciutat d'Isaba també és considerada per alguns autors com una ciutat ogbe.
Els ogbes tracen els seus orígens des de les migracions protagonitzades per ekeremors i seimbiris cap a l'oest del delta del Níger. Els ogbes afirmen haver arribat a Warri abans que els itsekiris. Entre aquests dos grups humans hi ha hagut tensions al llarg de la història per al reclam d'aquesta ciutat com a pròpia.
Els ogbes parlen el dialecte Ogbe Ijo de la llengua izon.

## Història
Oguru (àlies Kala-Ogbo) és considerat el primer avantpassat del clan ogbe. Es creu que aquest va acompanyar a Ujo des d'Ife, però que va abandonar la zona de Forcada amb Ogula i altres persones. Oguru va donar nom a la zona de la ciutat de Warri, que és coneguda com a Ogbo-Ujo (significa terra d'Ujo). Aquests primers avantpassats dels oges van habitar les ribes dels rierols de la província de Warri abans que els oporomes hi arribessin. Quan aquests últims van arribar es van fusionar amb els ijos i va esdevenir els avantpassats dels ogbe-ijos i foren part de les mateixes migracions que van fundar la ciutat d'Ekeremo. El líder d'aquestes migracions fou Ewein, que va anomenar l'assentament d'Ogbo-Ijo amb el nom de la zona en la qual estava, però posteriorment s'anomenà Warri.
La família d'Ewein van anar a Warri quan van escapar de Benin City; es van assentar a l'aldea d'Okorotimi, també coneguda com a Ode Itsekiri, a prop de la ciutat d'Oru-Iselema (actualment Warri). Alguns dels seus descendents es van unir en matrimoni amb membres del grup ginuwa i altres van establir-se en altres ciutats i poblacions pròpies; aquests són els avantpassats dels actuals ogbes, isabes i altres comunitats ijaws.
Es considera que el clan ogbe es va fundar abans del segle xiv.